# Argyractis valstanalis
Argyractis valstanalis là một loài bướm đêm trong họ Crambidae.